# Pascal Behrenbruch
Pascal Behrenbruch (né le 19 janvier 1985 à Offenbach-sur-le-Main) est un athlète allemand, spécialiste du décathlon.

## Biographie
Pascal Behrenbruch se classe cinquième des Championnats d'Europe 2006d, à Göteborg en réalisant un total de 8 209 points. L'année suivante, à Debrecen, il devient vice champion d'Europe espoir derrière le Biélorusse Andrei Krauchanka.
Troisième du meeting de Götzis 2009 avec 8 374 points, il améliore son record personnel à l'occasion des Championnats du monde de Berlin avec 8 439 points, se classant sixième de la compétition.
En 2011, il termine à nouveau 3e du meeting de Götzis, avec 8 433 points, à six points de son record de Berlin. 
Pascal Behrenbruch remporte son premier succès international majeur à l'occasion des Championnats d'Europe 2012 à Helsinki. Il améliore son record personnel en réalisant un total de 8 558 points à l'issue des dix épreuves, battant à cette occasion ses records personnels au lancer du poids (16,89 m) et au saut à la perche (5,00 m). Il devance largement l'Ukrainien Oleksiy Kasyanov (8 321 pts) et le Russe Ilya Shkurenyov (8 219 pts).
Il réside à Tallinn et est entraîné par l'Estonien Erki Nool, champion olympique du décathlon en 2000.
En 2018 il participe à la saison 6 de Promi Big Brother.

## Palmarès
| Date | Compétition                           | Lieu                                  | Résultat | Points |
| ---- | ------------------------------------- | ------------------------------------- | -------- | ------ |
| 2006 | Championnats d'Europe                 | Göteborg                              | 5e       | 8 209  |
| 2007 | Championnats d'Europe espoirs         | Debrecen                              | 2e       | 8 239  |
| 2009 | Hypo-Meeting                          | Götzis                                | 3e       | 8 374  |
| 2009 | Championnats du monde                 | Berlin                                | 5e       | 8 439  |
| 2010 | Décastar                              | Talence                               | 2e       | 8 202  |
| 2011 | Mehrkampf-Meeting Ratingen            | Ratingen                              | 3e       | 8 232  |
| 2011 | Championnats du monde                 | Daegu                                 | 7e       | 8 211  |
| 2012 | Hypo-Meeting                          | Götzis                                | 3e       | 8 433  |
| 2012 | Championnats d'Europe                 | Helsinki                              | 1er      | 8 558  |
| 2012 | Jeux olympiques                       | Londres                               | 10e      | 8 126  |
| 2012 | Coupe du monde des épreuves combinées | Coupe du monde des épreuves combinées | 2e       | 25 117 |
| 2013 | Mehrkampf-Meeting                     | Ratingen                              | 1er      | 8 514  |
| 2013 | Championnats du monde                 | Moscou                                | 11e      | 8 316  |
| 2013 | Coupe du monde des épreuves combinées | Coupe du monde des épreuves combinées | 3e       | 24 768 |
| 2014 | Championnats du monde en salle        | Sopot                                 | 8e       | 4 983  |
| 2015 | Mehrkampf-Meeting Ratingen            | Ratingen                              | 3e       | 7 826  |

## Records
| Épreuve           | Performance   | Lieu              | Date                      |
| ----------------- | ------------- | ----------------- | ------------------------- |
| 100 mètres        | 10 s 84       | Debrecen          | 12 juin 2007              |
| Saut en longueur  | 7,21 m        | Ratingen          | 16 juillet 2011           |
| Lancer du poids   | 16,89 m       | Helsinki          | 27 juin 2012              |
| Saut en hauteur   | 2,03 m        | Götzis            | 31 mai 2008 26 mai 2012   |
| 400 mètres        | 48 s 40       | Moscou            | 10 août 2013              |
| 110 mètres haies  | 14 s 02       | Götzis            | 31 mai 2009               |
| Lancer du disque  | 51,39 m       | Pfungstadt        | 6 mai 2009                |
| Saut à la perche  | 5,00 m        | Helsinki Ratingen | 28 juin 2012 12 juin 2013 |
| Lancer du javelot | 71,40 m       | Ratingen          | 17 juillet 2011           |
| 1 500 mètres      | 4 min 24 s 16 | Götzis            | 28 mai 2006               |
| Décathlon         | 8 558 pts     | Helsinki          | 28 juin 2012              |

| Épreuve          | Performance   | Lieu           | Date            |
| ---------------- | ------------- | -------------- | --------------- |
| 60 mètres        | 7 s 08        | Francfort      | 10 janvier 2010 |
| Saut en longueur | 7,11 m        | Stadtallendorf | 12 janvier 2008 |
| Lancer du poids  | 16,33 m       | Tartu          | 9 février 2012  |
| Saut en hauteur  | 2,00 m        | Francfort      | 28 janvier 2006 |
| 60 mètres haies  | 8 s 05        | Stadtallendorf | 13 janvier 2008 |
| Saut à la perche | 4,80 m        | Sopot          | 8 mars 2014     |
| 1 000 mètres     | 2 min 53 s 39 | Francfort      | 29 janvier 2006 |
| Heptathlon       | 5 604 pts     | Francfort      | 29 janvier 2006 |